# Mont Soche
El Mont Soche és una muntanya de 1.530 metres d'altitud, situada a prop de Blantyre, dins de la Regió del Sud a Malawi. Té una prominència de 363 metres.
El cim més proper és el Ndirande Hill.
La Reserva Forestal de Soche va ser establerta l'any 1922 i cobreix una superfície de 388 hectàrees. És considerada una Àrea Clau de la Diversitat internacional.